# Quem Quer Namorar com o Agricultor?
Quem Quer Namorar com o Agricultor? é um reality show português com resultante da adaptação de um formato britânico Farmer Wants a Wife. Estreou a 10 de março de 2019.

## Sinopse
Quem Quer Namorar com o Agricultor assenta num ingrediente de sucesso: encontrar o amor!
Mas o que lhe confere um cunho realmente especial é o facto de retratar uma realidade muito específica.
Longe do meio urbano, da agitação das grandes cidades, o desafio é encontrar o match perfeito para agricultores que procuram a mulher ideal.
As várias pretendentes testam a sua adaptação ao campo e à vida na “terra”, sem perder de vista o objetivo de seduzir o seu futuro namorado.
Divertido, emocionante e até hilariante, em Quem Quer Namorar com o Agricultor não há príncipes encantados nem Cinderelas, mas sim histórias reais de procura do amor verdadeiro.

## Emissão
| Programa                    | Emissão                            | Apresentação      |
| --------------------------- | ---------------------------------- | ----------------- |
| Episódio                    | Domingos - 21h30                   | Andreia Rodrigues |
| Diário                      | Dias úteis - 19h15 Repetição - 00h | Andreia Rodrigues |
| Diário (Versão Agricultora) | Dias úteis - 23h30                 | Andreia Rodrigues |
| Compacto                    | Sábados - 23h                      | Andreia Rodrigues |

## Resumo

### Episódios
| Resumo | Resumo          | Episódios | Episódios           | Originalmente exibido  | Originalmente exibido   |
| Resumo | Resumo          | Episódios | Episódios           | Estreia da temporada   | Final da temporada      |
| ------ | --------------- | --------- | ------------------- | ---------------------- | ----------------------- |
|        | 1               | 13        | 11                  | 10 de março de 2019    | 19 de maio de 2019      |
| 2      | 1               | 13        | 26 de maio de 2019  | 2 de junho de 2019     |                         |
|        | 2               | 10        | 10                  | 9 de junho de 2019     | 11 de agosto de 2019    |
|        | 3               | 15        | 11                  | 26 de abril de 2020    | 5 de julho de 2020      |
| 4      | 3               | 15        | 12 de julho de 2020 | 9 de agosto de 2020    |                         |
|        | 4               | 17        | 17                  | 30 de maio de 2021     | 19 de setembro de 2021  |
|        | 5 Tudo por Tudo | 10        | 10                  | 10 de outubro de 2021  | 12 de dezembro de 2021  |
|        | 6               | 14        | 14                  | 11 de setembro de 2022 | 18 de fevereiro de 2023 |

### Diários dos Agricultores
| Resumo | Resumo          | Episódios | Episódios          | Originalmente exibido  | Originalmente exibido   |
| Resumo | Resumo          | Episódios | Episódios          | Estreia da temporada   | Final da temporada      |
| ------ | --------------- | --------- | ------------------ | ---------------------- | ----------------------- |
|        | 1               | 53        | 45                 | 10 de março de 2019    | 19 de maio de 2019      |
| 3      | 1               | 53        | 28 de maio de 2019 | 31 de maio de 2019     |                         |
| 5      | 1               | 53        | 3 de junho de 2019 | 2 de junho de 2019     |                         |
|        | 2               | 45        | 45                 | 10 de junho de 2019    | 9 de agosto de 2019     |
|        | 3               | 62        | 45                 | 26 de abril de 2020    | 3 de julho de 2020      |
| 17     | 3               | 62        | 6 de julho de 2020 | 5 de agosto de 2020    |                         |
|        | 4               | 80        | 80                 | 31 de maio de 2021     | 17 de setembro de 2021  |
|        | 5 Tudo por Tudo | 42        | 42                 | 11 de outubro de 2021  | 10 de dezembro de 2021  |
|        | 6               | 90        | 90                 | 12 de setembro de 2022 | 17 de fevereiro de 2023 |

### Diários da Agricultora
| Resumo | Resumo          | Episódios | Episódios          | Originalmente exibido  | Originalmente exibido   |
| Resumo | Resumo          | Episódios | Episódios          | Estreia da temporada   | Final da temporada      |
| ------ | --------------- | --------- | ------------------ | ---------------------- | ----------------------- |
|        | 3               | 73        | 50                 | 27 de abril de 2020    | 3 de julho de 2020      |
| 23     | 3               | 73        | 6 de julho de 2020 | 5 de agosto de 2020    |                         |
|        | 4               | 80        | 80                 | 31 de maio de 2021     | 17 de setembro de 2021  |
|        | 5 Tudo por Tudo | 44        | 44                 | 11 de outubro de 2021  | 10 de dezembro de 2021  |
|        | 6               | 90        | 90                 | 12 de setembro de 2022 | 17 de fevereiro de 2023 |

## Audiências
| Temporada | Temporada       | Estreia                | Final                   | Audiência média (rating %) | Audiência média (em espetadores) |
| --------- | --------------- | ---------------------- | ----------------------- | -------------------------- | -------------------------------- |
|           | 1               | 10 de março de 2019    | 2 de junho de 2019      | —                          | —                                |
|           | 2               | 9 de junho de 2019     | 11 de agosto de 2019    | —                          | —                                |
|           | 3               | 26 de abril de 2020    | 9 de agosto de 2020     | —                          | —                                |
|           | 4               | 30 de maio de 2021     | 19 de setembro de 2021  | —                          | —                                |
|           | 5 Tudo por Tudo | 10 de outubro de 2021  | 12 de dezembro de 2021  | —                          | —                                |
|           | 6               | 11 de setembro de 2022 | 18 de fevereiro de 2023 | —                          | —                                |